# U-4 (1935)
| U-4                        | U-4                                                | U-4                                                |
| -------------------------- | -------------------------------------------------- | -------------------------------------------------- |
|                            |                                                    |                                                    |
|                            |                                                    |                                                    |
|                            |                                                    |                                                    |
| Під прапором               | Третій Рейх                                        | Третій Рейх                                        |
| Порт приписки              | Готенхафен                                         | Готенхафен                                         |
| Спуск на воду              | 31 липня 1935                                      | 31 липня 1935                                      |
| Виведений зі складу флоту  | 1 серпня 1944                                      | 1 серпня 1944                                      |
| Сучасний статус            | розрізана на метал                                 | розрізана на метал                                 |
| Проєкт                     |                                                    |                                                    |
| Тип ПЧ                     | Малий ДПЧ                                          | Малий ДПЧ                                          |
| Основні характеристики     |                                                    |                                                    |
| Швидкість (надводна)       | 13 вузлів                                          | 13 вузлів                                          |
| Швидкість (підводна)       | 6,9 вузлів                                         | 6,9 вузлів                                         |
| Гранична глибина занурення | 150 м                                              | 150 м                                              |
| Екіпаж                     | 25 осіб                                            | 25 осіб                                            |
| Розміри                    |                                                    |                                                    |
| Довжина найбільша (по КВЛ) | 40,9 м                                             | 40,9 м                                             |
| Ширина корпусу найб.       | 4,08 м                                             | 4,08 м                                             |
| Висота                     | 8,6 м                                              | 8,6 м                                              |
| Середня осадка (по КВЛ)    | 3,83 м                                             | 3,83 м                                             |
| Водотоннажність надводна   | 254 т                                              | 254 т                                              |
| Озброєння                  |                                                    |                                                    |
| Артилерія                  | 1 × 2 cm/65 C/30 (1000 снарядів)                   | 1 × 2 cm/65 C/30 (1000 снарядів)                   |
| Торпедно- мінне озброєння  | 3 TA 5 торпед або 18 мін (за іншими даними ТМА 12) | 3 TA 5 торпед або 18 мін (за іншими даними ТМА 12) |

U-4 — німецький підводний човен типу IIA часів Другої світової війни. Замовлення на будівництво човна було видано 2 лютого 1935 року. Човен був закладений 11 лютого 1935 року на верфі Дойче Верфт АГ в Кілі під будівельним номером 239. 31 липня 1935 човен був спущений на воду, а 17 серпня того ж року увійшов до складу навчальної флотилії (майбутня 21-а флотилія).
Більшу частину своєї кар'єри U-4 служив навчальним човном, але протягом вересня 1939 року й березня 1940 року він був у бойовому строю. За цей час U-4 зробив чотири бойових походи, потопив 3 судна (5133 брт) і британський підводний човен «Тістл», вчетверо більший за розмірами, ніж U-4 (1090 тонн проти 254 тонн). 1 серпня 1944 року U-4 був виведений з експлуатації в Готенхафені. В 1945 році його розрізали на метал.

## Командири човна
- Капітан-лейтенант Ганнес Вайнгертнер (17 серпня 1935 — 29 вересня 1937)
- Капітан-лейтенант Ганс-Вільгельм фон Дрескі (30 вересня 1937 — 28 жовтня 1938)
- Капітан-лейтенант Гарро фон Клот-Гейденфельдт (29 жовтня 1938 — 16 січня 1940)
- Оберлейтенант-цур-зее Ганс-Петер Гінш (17 січня — 7 червня 1940)
- Оберлейтенант-цур-зее Гайнц-Отто Шульце (8 червня — 28 липня 1940)
- Оберлейтенант-цур-зее Ганс-Юрген Цече (29 липня 1940 — 2 лютого 1941)
- Оберлейтенант-цур-зее Гінріх-Оскар Бернбек (3 лютого — 8 грудня 1941)
- Оберлейтенант-цур-зее Вольфганг Ляймкюлер (9 грудня 1941 — 15 червня 1942)
- Оберлейтенант-цур-зее Фрідріх-Вільгельм Марінфельд (16 червня 1942 — 23 січня 1943)
- Лейтенант-цур-зее Йоахім Дюппе (24 січня — 31 травня 1943)
- Оберлейтенант-цур-зее Пауль Зандер (1 червня — 22 серпня 1943)
- Оберлейтенант-цур-зее Герберт Мумм (23 серпня 1943 — травень 1944)
- Оберлейтенант-цур-зее Губерт Рігер (травень — 9 липня 1944)

## Потоплені судна
| Дата            | Тип судна       | Назва судна   | Тоннаж | Статус     | Належність      | Примітка | Вантаж                         | Координати                                                  |
| --------------- | --------------- | ------------- | ------ | ---------- | --------------- | -------- | ------------------------------ | ----------------------------------------------------------- |
| 22 вересня 1939 | вантажне судно  | Martti Ragnar | 2262   | потоплене  | Фінляндія       |          | Целюлоза, сірка                | квадрат AN 3393                                             |
| 23 вересня 1939 | вантажне судно  | Walma         | 1361   | потоплене  | Фінляндія       |          | 1622,4 тонни целюлози          | 58°15′ пн. ш. 11°00′ сх. д. / 58.250° пн. ш. 11.000° сх. д. |
| 24 вересня 1939 | вантажне судно  | Gertrud Bratt | 1510   | потоплене  | Швеція          |          | папір, целюлоза, штучні товари | 58°40′ пн. ш. 1°43′ сх. д. / 58.667° пн. ш. 1.717° сх. д.   |
| 10 квітня 1940  | підводний човен | «Тістл»       | 1090   | потоплений | Велика Британія |          |                                | 59°09′ пн. ш. 5°11′ сх. д. / 59.150° пн. ш. 5.183° сх. д.   |